# Sonny Parker (rugby à XV)
Pour les articles homonymes, voir Sonny Parker et Parker.
Pas d'image ? Cliquez ici

a Compétitions nationales et continentales officielles uniquement.

b Matchs officiels uniquement.
Dernière mise à jour le 23 février 2019.
Sonny Toi Parker, né le 27 août 1977 à Thames (Nouvelle-Zélande), est un joueur de rugby à XV, qui joue avec l'équipe du pays de Galles entre 2002 et 2008, évoluant au poste de trois-quarts centre.

## Carrière
Il a été éduqué au Sacred Heart College où le sport est à l'honneur. Il a obtenu sa première cape internationale le 1er novembre 2002 à l'occasion d'un match contre l'équipe de Roumanie à Wrexham (pays de Galles), et sa dernière cape le 7 juin 2008 contre l'équipe d'Afrique du Sud à Bloemfontein (Afrique du Sud). Il joue avec les Ospreys en Coupe d'Europe (3 matchs en 2006-07) et en Celtic league. Au 5 juin 2007, il a effectué 43 matchs de coupe d'Europe.
- 1999-2003 : Pontypridd RFC
- 2003-2004 : Celtic Warriors
- 2004-2012 : Ospreys
- 2012-2014 : London Welsh

## Palmarès
- Champion de la Celtic League en 2005 2007 et 2010.
- Vainqueur de la Coupe anglo-galloise en 2008
- Finaliste de la Coupe anglo-galloise en 2007

## Statistiques en équipe nationale
- 31 sélections (28 fois titulaire, 3 fois remplaçant)
- 30 points (6 essais)
- Sélections par année : 4 en 2002, 4 en 2003, 7 en 2004, 3 en 2005, 3 en 2006, 6 en 2007, 4 en 2008
- Tournois des Six Nations disputés : 2004, 2008

En Coupe du monde :
- 2003 : 3 sélections (Canada, Italie, Nouvelle-Zélande)
- 2007 : 2 sélections (Canada, Australie)